# Ricardo Rique
Ricardo Feitosa Rique (Campina Grande, 9 de julho de 1954) é um empresário e político brasileiro.

## Biografia
Filho de Newton Vieira Rique (prefeito de Campina Grande entre novembro de 1963 e junho de 1964, quando foi cassado) e Janete Feitosa Rique, tornou-se vice-presidente nacional da Iguatemi Empreendimentos, no Rio de Janeiro, em 1972. 3 anos depois, inicia seus estudos universitários, cursando economia na Faculdade Cândido Mendes, também na capital fluminense, vindo a interrompê-los em 1978.
Sua estreia como político ocorreu em 1988, filiando-se ao PMDB. Em 1990, disputa sua primeira eleição para deputado federal, mas não consegue se eleger, obtendo apenas 374 votos. Melhora seu desempenho em 1994, quando recebe 29.606 votos, insuficientes, no entanto, para conseguir uma vaga. Com a saída de Roberto Paulino, que ocuparia a Secretaria de Articulação Municipal no governo da Paraíba, Ricardo Rique assume o cargo entre maio e outubro de 1995. Na Câmara dos Deputados, integrou as comissões de Fiscalização Financeira e Controle (como titular) e de Economia, Indústria e Comércio (como suplente). Participou, também como suplente, da comissão especial que tratava da criação do Fundo Social de Emergência (FSE). Em 1996, com a licença de Enivaldo Ribeiro (PPB) para disputar a prefeitura de Campina Grande, assume pela segunda vez o cargo de deputado e vira titular da Comissão de Economia, Indústria e Comércio. Permanece até dezembro, quando Enivaldo reassume a vaga.

## Efetivação
Depois que Cássio Cunha Lima assumiu a prefeitura de Campina Grande, Ricardo Rique herdou a titularidade em janeiro de 1997. No mesmo mês, votou a favor do projeto de emenda constitucional que permitia a reeleição aos postulantes a cargos majoritários, ratificando o seu voto no mês seguinte, quando a emenda foi aprovada no segundo turno de votação na Câmara. Em novembro, votou novamente a favor do projeto de reforma administrativa do governo que quebrou a estabilidade do servidor público.
Concorreu à reeleição em 1998, novamente pelo PMDB, sendo o quinto mais votado (69.053 votos). Em fevereiro do ano seguinte, filia-se ao PSDB. Tentou a reeleição em 2002, e apesar dos 52.775 votos, fica apenas como suplente. Em 2003, muda-se para o PL.

## Envolvimento na Máfia das Ambulâncias e última eleição
Em maio de 2006, seu nome é envolvido no escândalo dos Sanguessugas, quando a Polícia Federal deflagrou a "Operação Sanguessuga" e desmontou um esquema que fraudava licitações para a compra de ambulâncias e equipamentos hospitalares. Num levantamento efetuado pela Folha de S.Paulo (edição de 30 de junho), Ricardo foi apontado como suspeito por dobrar seu patrimônio em quatro anos, conforme sua declaração de bens entregue à Justiça Eleitoral, após ser notificado pela CPI que investigava o caso: de acordo com a reportagem, seria o segundo parlamentar considerado mais rico, uma vez que, à época (dentre ações e propriedades), possuía um montante estimado em 34,6 milhões de reais.
Apesar dos problemas, disputa a eleição para deputado federal, e tem seu pior desempenho eleitoral ao conquistar somente 99 votos. Durante a campanha, seu nome foi incluído na relação de parlamentares denunciados pela CPI dos Sanguessugas. Depois do pleito, afastou-se da política.

## Vida pessoal
Casou-se 3 vezes: na primeira, com Leonie Cottell Rique, teve 2 filhos; Roberto Cottell Rique e Ricardo Feitosa Rique Filho; no segundo casamento com Liziane Fernandes teve seu terceiro filho, Raphael Rique, e no terceiro casamento desta vez com a atriz e designer de jóias Kristhell Byancco, teria novamente 2 filhos, Newton e Rebecca. Atualmente, mora no Rio de Janeiro e é nome frequente em eventos milionários.
Em 2014, recebeu 10 mil reais de indenização do jornal Correio Braziliense, que havia publicado uma reportagem difamatória envolvendo o ex-deputado.
Em agosto de 2020, chegou a ficar 2 semanas internado no Hospital Copa Star para tratar uma infecção.